# 江別市議会
江別市議会（えべつしぎかい）は、北海道江別市に設置されている地方議会である。

## 概要
江別市議会の概要は以下の通り。
- 定数：25人
- 任期：4年
- 選挙区：市全域を単一選挙区とする大選挙区制（単記非移譲式）
- 議長：島田 泰美（政和会）
- 副議長：内山 祥弘（民主・市民の会）
- 本会議：議会の意思を決定する会議。市長が招集。
  - 定例会 - 年4回（おおむね3月・6月・9月・12月）
  - 臨時会 - 必要に応じて開催

## 委員会
議案や請願その他の案件の最終的な決定（議決）は本会議で行うが、審議内容が広範囲であるため、内部審査機関として委員会を設け専門的に審査を行う。委員会には、常設の常任委員会と必要なときに設置される特別委員会のほか、議会運営委員会、議会広報広聴委員会がある。
- 常任委員会 - 担当する事務の調査や議案、請願・陳情の審査を行う。
  - 総務文教常任委員会 - 総務部、企画政策部、会計課、教育委員会、監査委員、選挙管理委員会及び公平委員会の所管に属する事項、他の常任委員会の所管に属しない事項を所管。（定数9名）
  - 生活福祉常任委員会 - 生活環境部、健康福祉部、消防本部、市立病院の所管に属する事項を所管。（定数8人）
  - 経済建設常任委員会 - 経済部、建設部、水道部、農業委員会の所管に属する事項を所管。（定数8人）
  - 予算決算常任委員会 - 予算・決算及びこれに関連する事項を所管。（定数12人）

- 議会運営委員会 - 議会の運営が円滑に行われるように議事の順序・進め方、その他議会運営上必要な事項に関して協議する。（定数10人）
- 議会広報広聴委員会 - 市議会だよりの発行など、議会の広報・広聴に関する事項について協議する。（定数9人）
- 特別委員会 - 特定の問題について審査・調査するため、市議会で必要と認めたときに設置する。
- 小委員会 - 特定の検討課題について協議するため、委員会で必要と認めたときに設置する。

## 会派
| 会派名             | 議席数 | 議員名（◎は会長・○は幹事長・●は会計）                                   | 女性議員数 | 女性議員の比率(%) |
| ------------------ | ------ | ----------------------------------------------------------------------- | ---------- | ----------------- |
| 政和会             | 7      | ◎高間専逸、○野村尚志、●芳賀理己、石田武史、島田泰美、野村和宏、藤城正興 | 1          | 14.28             |
| えべつ地域創生の会 | 5      | ◎岡英彦、○猪股美香、●髙柳理紗、鈴木誠、本間憲一                         | 2          | 40                |
| 公明党             | 5      | ◎徳田哲、○奥野妙子、●長田旭輝、石川麻、三吉芳枝                         | 3          | 60                |
| 民主・市民の会     | 5      | ◎佐々木聖子、○稲守耕司、●吉田美幸、内山祥弘、干場芳子                   | 3          | 60                |
| 日本共産党議員団   | 2      | ◎●吉本和子、○高橋典子                                                   | 2          | 100               |
| 無所属             | 1      | 岩田優太                                                                | 0          | 0                 |
| 計                 | 25     |                                                                         | 11         | 44                |

（2023年5月9日現在現在）

## 議員報酬等
| 役職   | 議員報酬        | 政務活動費     |
| ------ | --------------- | -------------- |
| 議長   | 月額 45万6000円 | 月額 1万5000円 |
| 副議長 | 月額 40万7000円 | 月額 1万5000円 |
| 議員   | 月額 37万8000円 | 月額 1万5000円 |

- 別途、年2回期末手当あり
- 政務活動費の残金は市に返還する義務がある
- 議員年金は2011年（平成23年）6月1日で廃止されている

## 沿革
- 1975年：江別市議会選挙で初の女性候補が当選[6]。
- 2007年：女性議員の数が10名に[6]。
- 2013年：市議会基本条例を制定[7]。
- 2014年：市議会インターネット中継開始[7]。
- 2019年：女性議員の数が12人（女性議員比率48%）と全国の市区議会で最も高くなった[6]。